# Verlincthun
Verlincthun é uma comuna francesa na região administrativa de Altos da França, no departamento de Pas-de-Calais. Estende-se por uma área de 7,02 km². Em 2010 a comuna tinha 467 habitantes (densidade: 66,5 hab./km²).